# Gemeinde Büttenwarder
Die  Gemeinde Büttenwarder ist eine fiktive Gemeinde in Schleswig-Holstein im Kreis Stormarn. Im Internetauftritt des Kreises wird sie als 56. Gemeinde, die am 26. Dezember 1997 gegründet wurde, mit der Postleitzahl 22999 geführt. In ihr spielt die deutsche Fernsehserie Neues aus Büttenwarder des Norddeutschen Rundfunks (NDR).